# Curtea lui Cornea Brăiloiu
Curtea lui Cornea Brăiloiu este un ansamblu de monumente istorice aflat pe teritoriul municipiului Târgu Jiu. În Repertoriul Arheologic Național, monumentul apare cu codul 77821.04.01, 77821.04.02.

Ansamblul este format din patru monumente:
- Casa lui Cornea Brăiloiu (cod LMI GJ-II-m-A-09185.01)
- Biserica „Adormirea Maicii Domnului” (cod LMI GJ-II-m-A-09185.02)
- Zid de incintă (cod LMI GJ-II-m-A-09185.03)
- Grajduri (cod LMI GJ-II-m-A-09185.04)

## Galerie

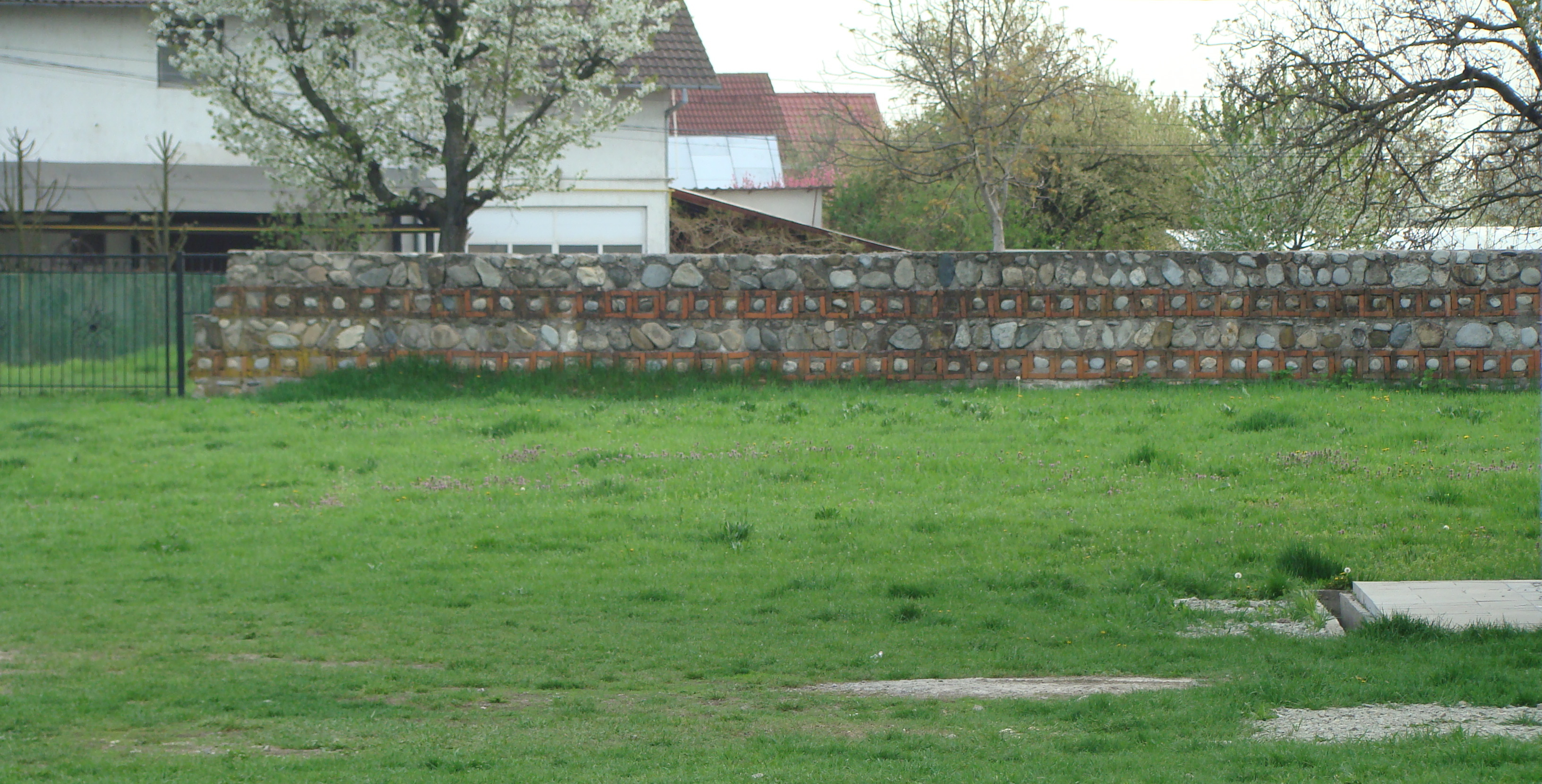
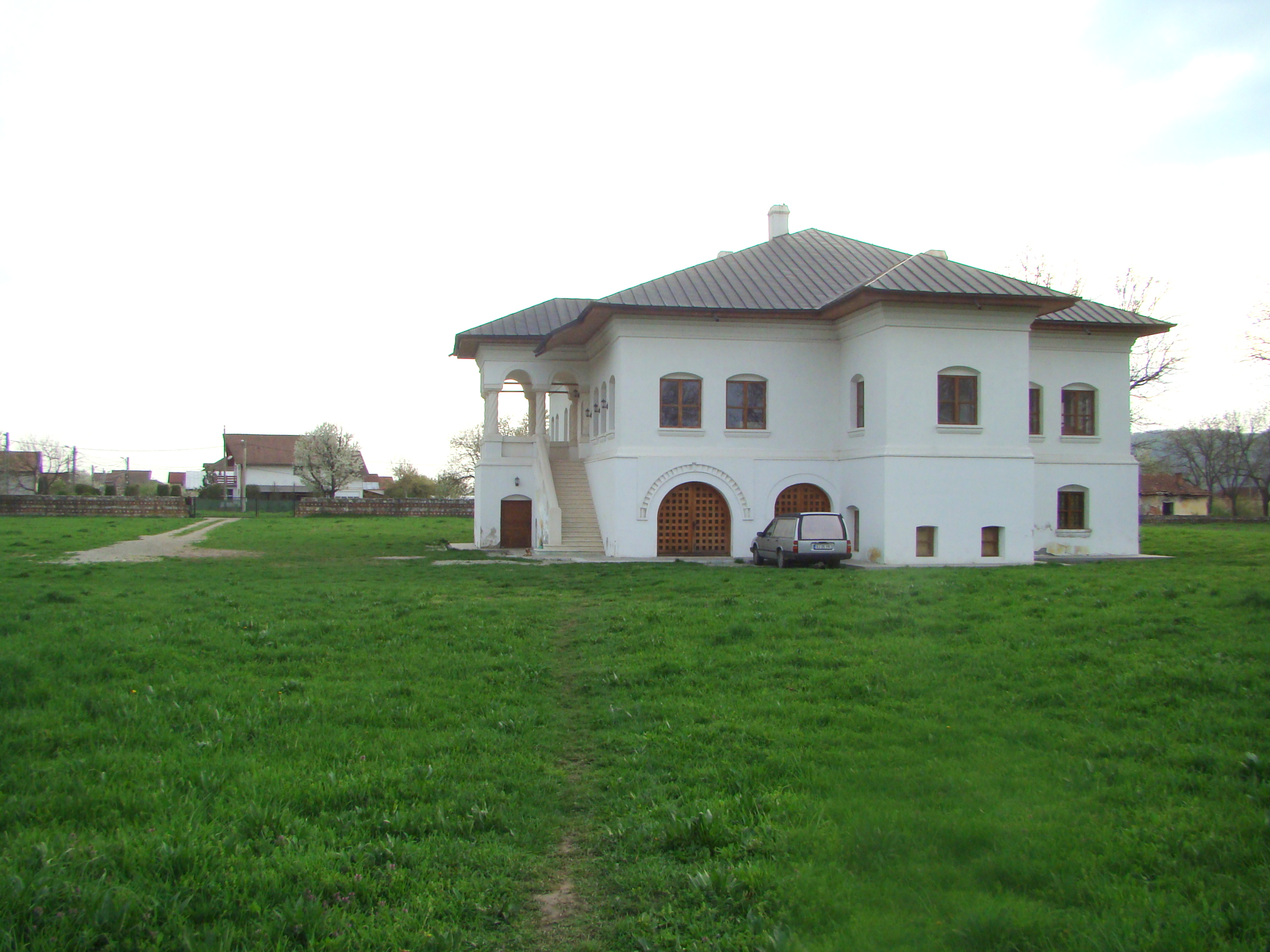
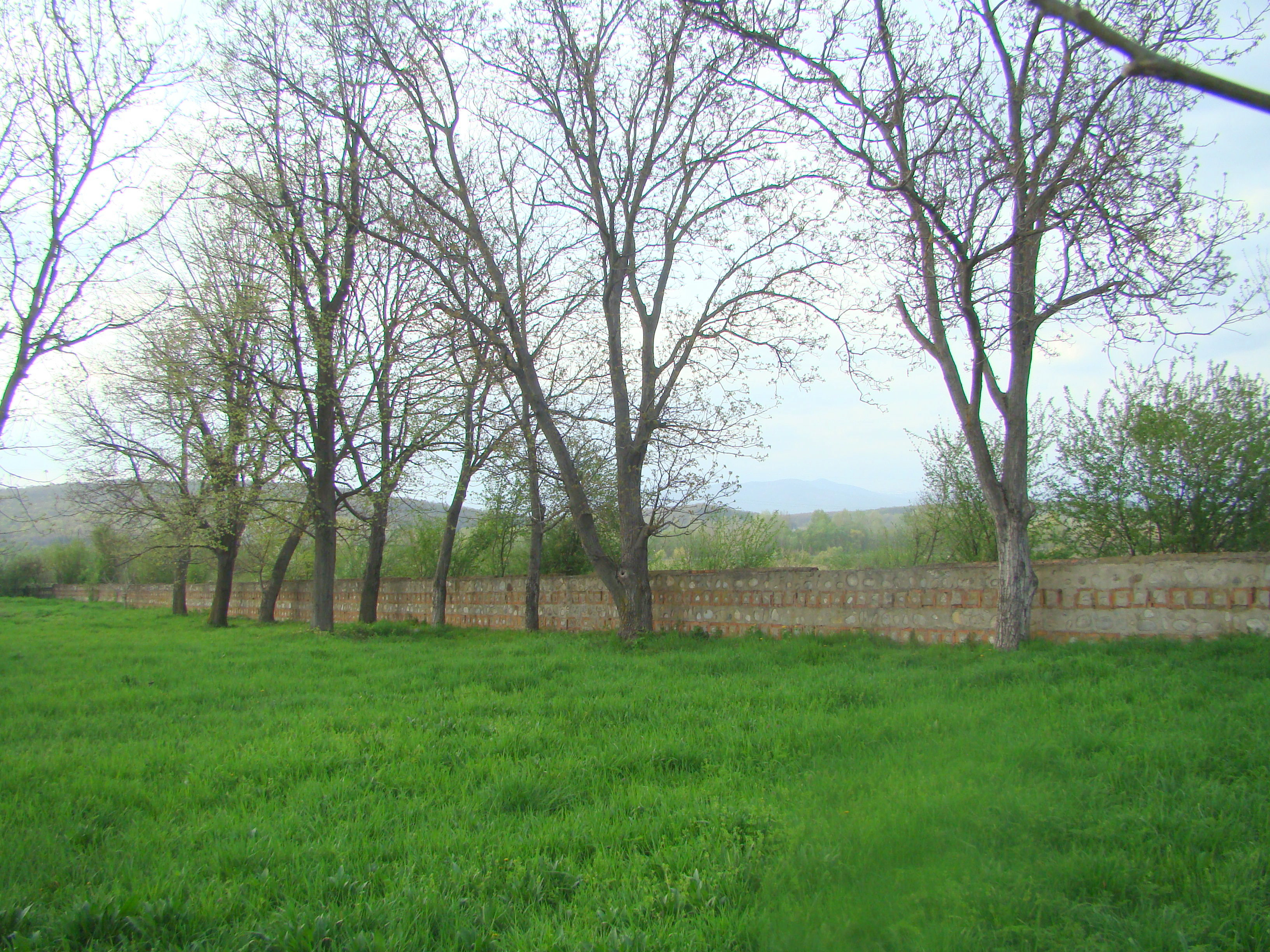
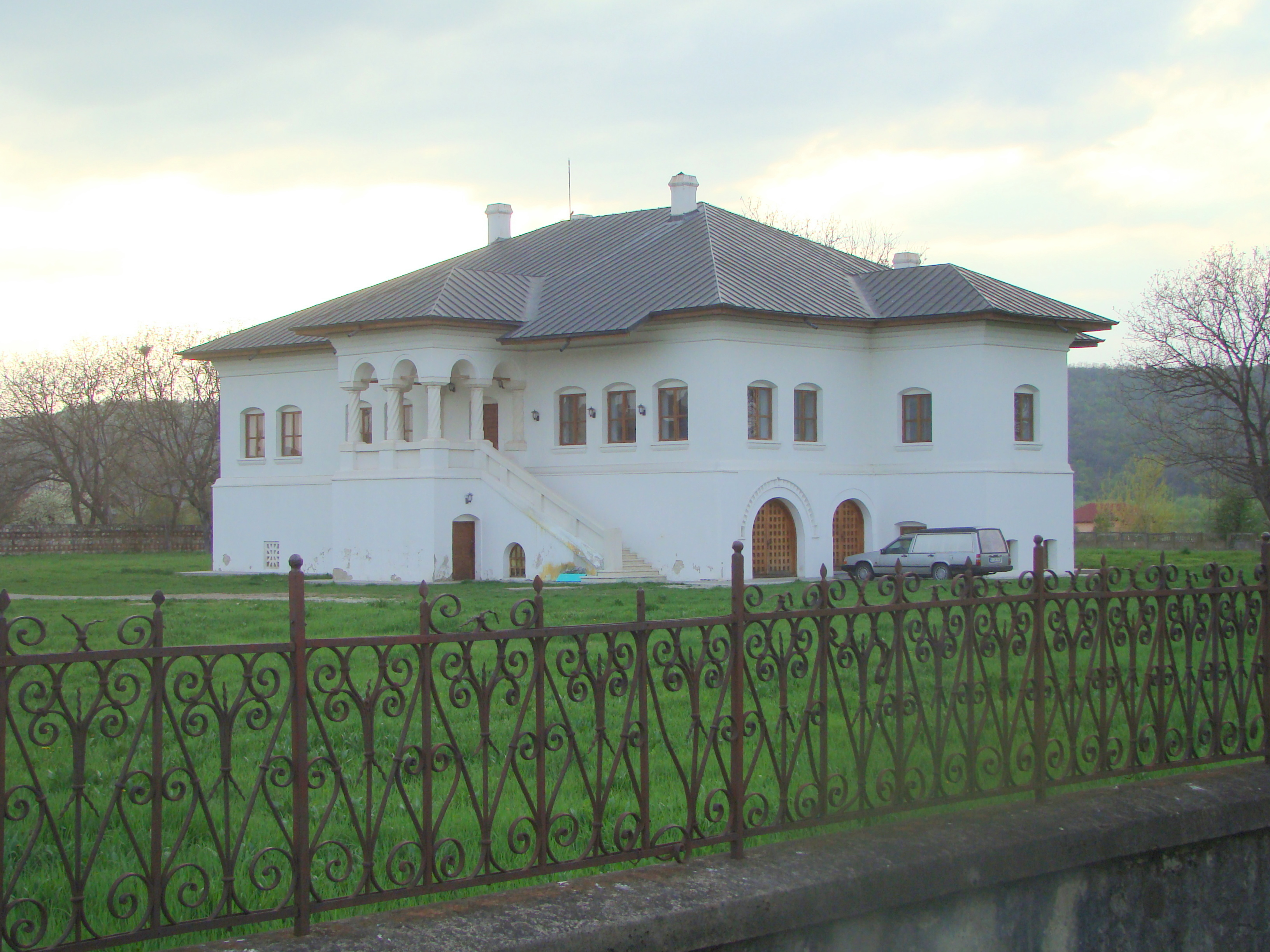
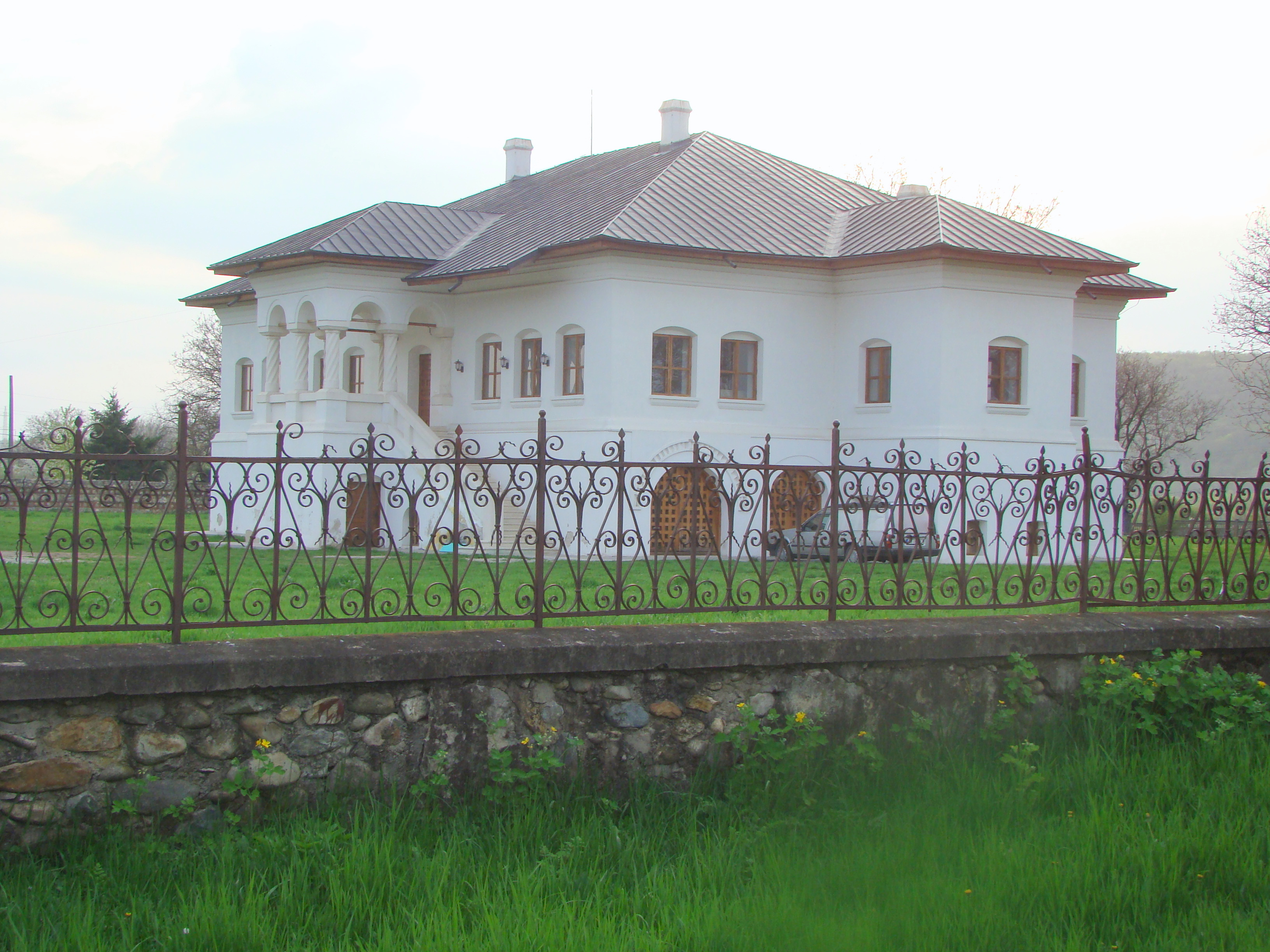

## Vezi și
- Târgu Jiu